# كيم يون-جين (ممثلة)
كيم يون جين (بالكورية: 김윤진) ممثلة كورية جنوبية من مواليد 7 نوفمبر 1973. حاصلة على جائزة نقابة ممثلي الشاشة 2005 لأفضل مجموعة في مسلسل درامي عن دورهم في مسلسل لوست.

## روابط خارجية
- كيم يون جين على موقع IMDb (الإنجليزية)
- كيم يون جين على موقع ألو سيني (الفرنسية)
- كيم يون جين على موقع أول موفي (الإنجليزية)
- كيم يون جين على موقع إن إن دي بي (الإنجليزية)
- كيم يون جين على موقع قاعدة بيانات الفيلم (الإنجليزية)
- كيم يون جين على موقع كينوبويسك (الروسية)